# Jupp Pilz
Josef „Jupp“ Pilz (* 1920 in der Tschechoslowakei; † 2006 in Bad Honnef) war ein deutscher Sportlehrer und Fußballtrainer.

## Leben und Wirken
Der aus dem Sudetenland stammende Pilz begann als Jugendtrainer des F.C. Hansa Rostock. Er übernahm und begründete 1970 die Frauenfußballmannschaft der BSG Post Rostock, nachdem er sich zuvor von 26 Betriebssportgemeinschaften Absagen eingeholt hatte.
1979 wurde die von ihm trainierte Damenfußballmannschaft der BSG Post Rostock Dritter bei der 1. DDR-Bestenermittlung im Damenfußball und entwickelte sich fortan zu einer der besten Mannschaften der DDR.
Pilz war Mitarbeiter im Bezirksvorstand Rostock des DTSB, zudem Übungsleiter der Stufe IV und Mitglied des KFA Fußball.

## Auszeichnungen
- Verdienstmedaille der DDR
- siebenmaliger Aktivist der sozialistischen Arbeit
- Artur-Becker-Medaille in Silber
- Ehrennadel des DTSB der DDR in Gold
- Ehrennadel des DFV der DDR in Silber
- eingetragen in das Ehrenbuch der Stadt Rostock[4]

## Fernsehen
- Fernsehen der DDR: Sport aktuell (DDR) – Was die Frauen so drauf haben – Frauenfußball DDR Bestenermittlung in Blankenburg – Finale, Berlin 5. Oktober 1980, in: Deutsches Rundfunkarchiv, AD4310. (Beitrag aus dem DDR-Fernsehen über die 2. DDR-Bestenermittlung im Frauenfußball, Jupp Pilz wird mehrmals eingeblendet u. a. als er Trikots seiner Spielerinnen entgegennimmt; Weblink: )